# Pori Jazz

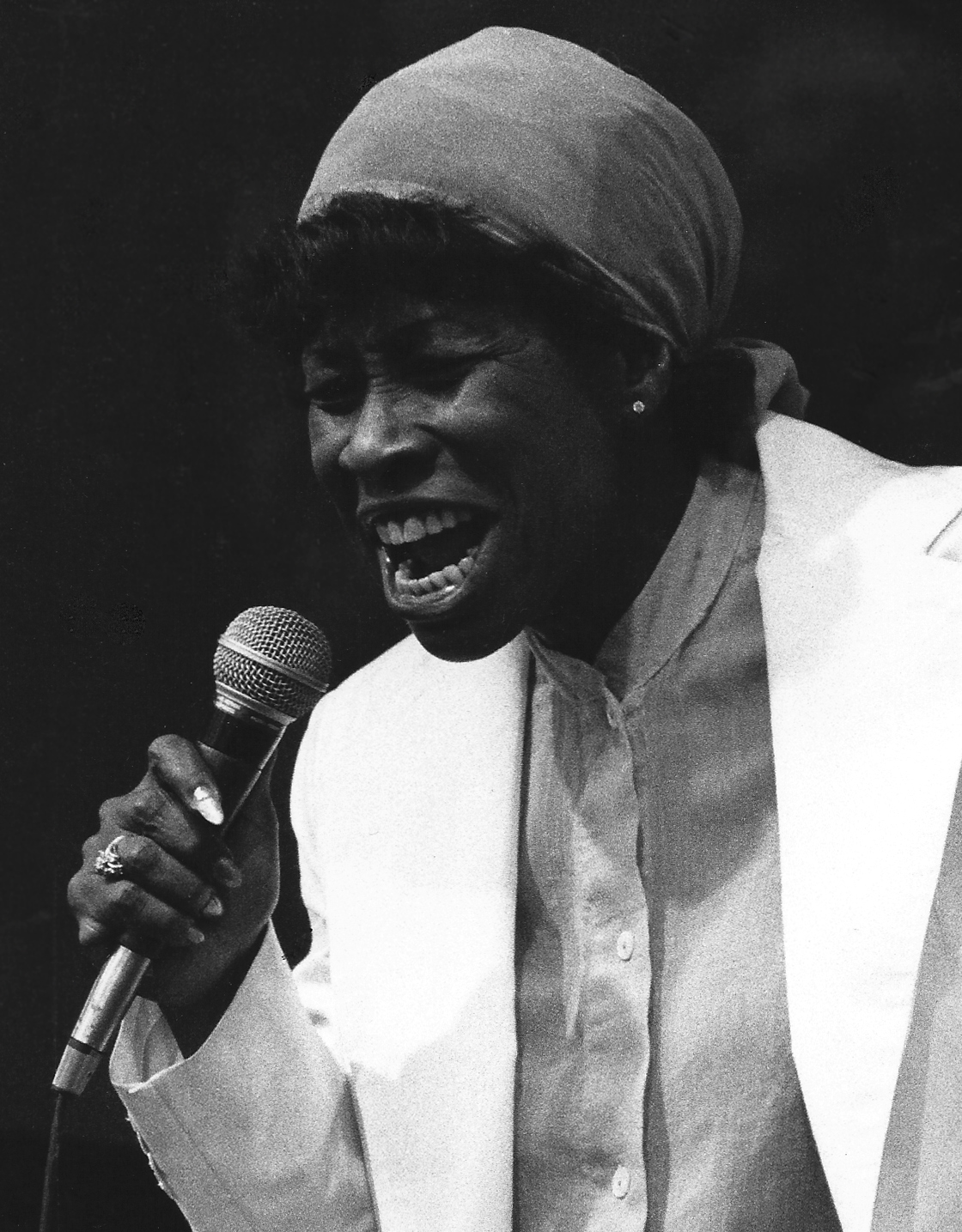
Betty Carter si esibisce al Pori Jazz nel 1978

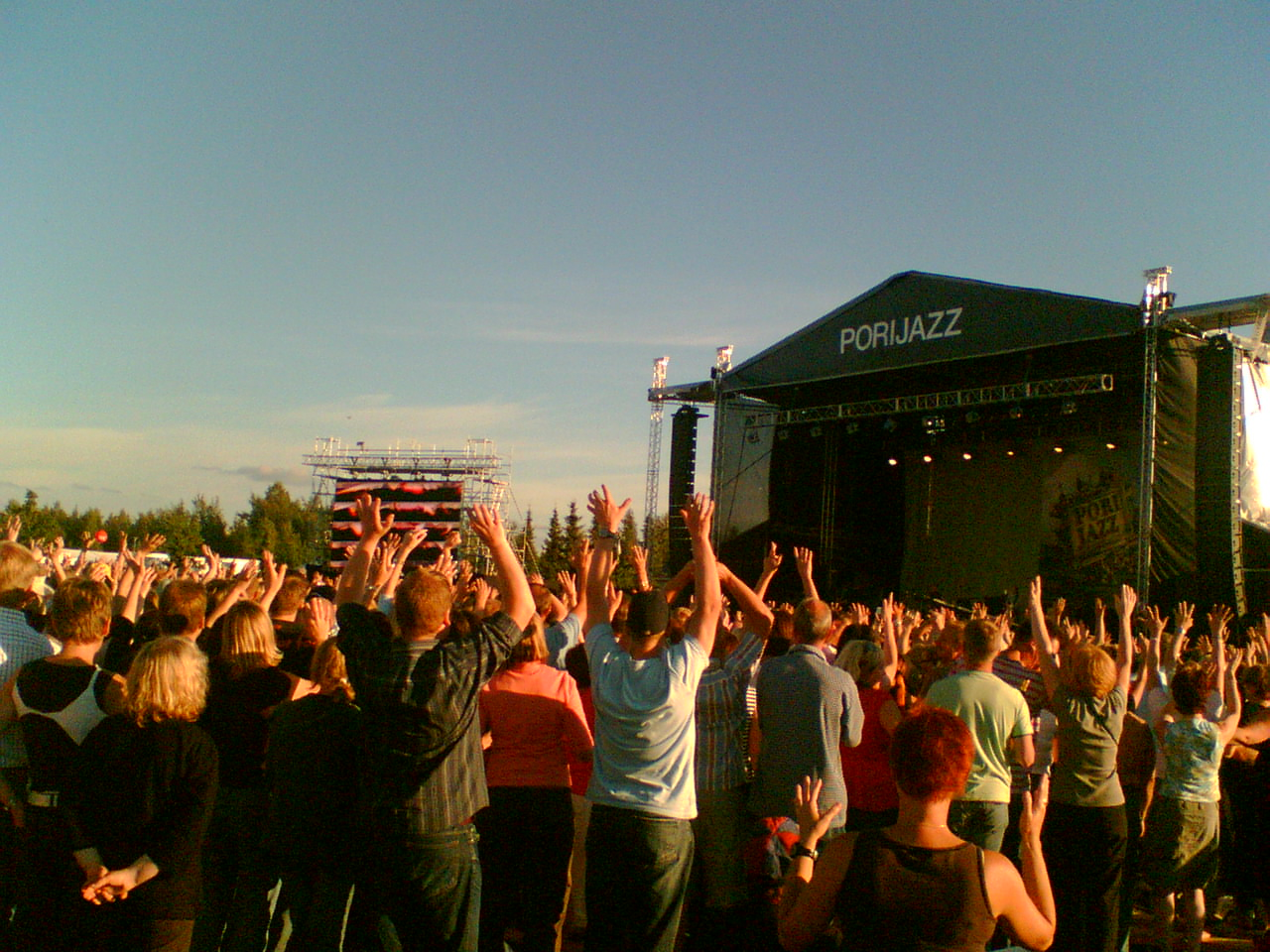
Sting al Pori Jazz del 2006

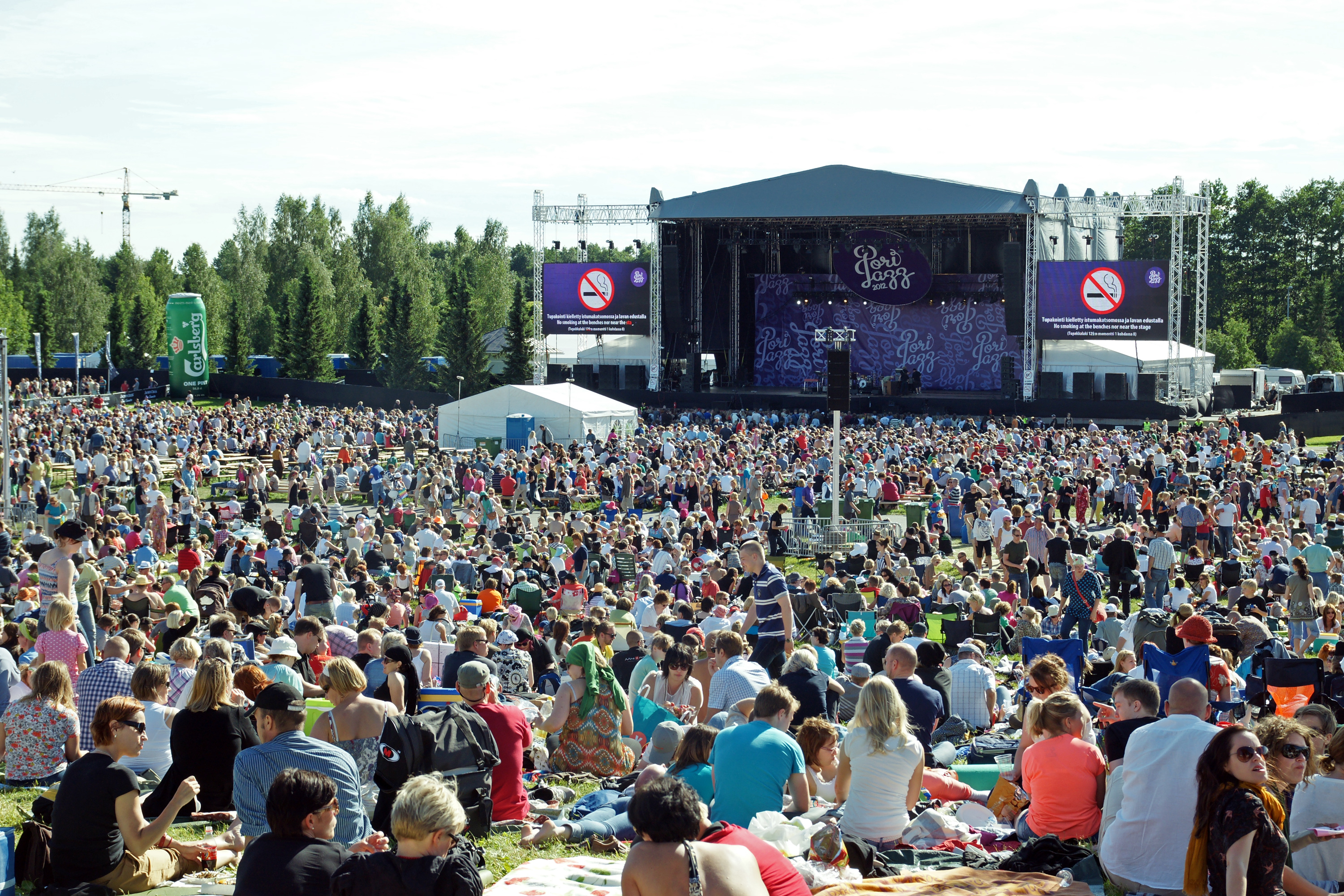
Il Pori Jazz del 2012

Il Pori Jazz è un grande festival musicale jazz internazionale, che si tiene ogni anno nel mese di luglio nella città costiera di Pori, Finlandia, con una popolazione di 82.809 abitanti nel gennaio 2010. È uno dei festival jazz più antichi e conosciuti d'Europa, essendo stato organizzato ogni anno dal 1966.

## Storia
Il primo Pori Jazz Festival, della durata di due giorni, si tenne sull'isola di Kirjurinluoto nel luglio 1966, con 1500 visitatori. Il pubblico è cresciuto di anno in anno e anche la durata del festival è stata aumentata. Tra il 1975 e il 1984 è diventato un evento di quattro giorni. Dal 1985 il festival dura nove giorni con un pubblico compreso tra i 50.000 e i 60.000. spettatori. Nei primi anni '90 il numero ha raggiunto i 100.000 visitatori e nel 21º secolo circa 120.000-160.000 persone visitano il festival ogni estate. Nel 2014 il Pori Jazz ha tenuto la sua 49ª edizione e sta già pianificando il suo 50º anniversario nel 2015. Al momento il Pori Jazz Festival è il più grande, il più conosciuto e il più popolare evento estivo in Finlandia.
Il primo festival era basato sul jazz acustico, ma a poco a poco hanno preso piede il jazz elettrico e altre musiche ritmiche, blues, soul, funk, hip-hop e la ricca musica cubana e brasiliana. Ora il Pori Jazz offre un ampio contingente di artisti leader a livello mondiale che vanno da personaggi di lunga data a star emergenti. Circa il 70% del programma è ad ingresso gratuito.
Il Pori Jazz è riuscito a mantenersi in testa tra i festival finlandesi e internazionali già da oltre 45 anni. Soprattutto l'atmosfera del festival, creata dalla musica, dalle persone, dai servizi raffinati e da un ambiente unico, non è seconda a nessuno ed è molto apprezzata dai visitatori. Il festival è diventato un'esperienza che i visitatori vogliono ripetere ogni estate. Ci sono oltre 100 concerti in 11 luoghi diversi durante i 9 giorni del festival. Per i bambini viene organizzato anche uno speciale Pori Jazz Kids Festival.
La 49ª edizione del Pori Jazz Festival si è tenuta dal 12 al 20 luglio 2014.
La sede principale, la Kirjurinluoto Arena, è l'unico parco concerti all'aperto in Finlandia costruito solo per concerti e altri eventi. La dimensione dell'arena è di 5 ettari (12 acri) per concerti ad anfiteatro più 22 ettari (54 acri) per il campeggio. Oltre alla sede principale, per la quale è richiesto un biglietto del festival per entrare, c'è una "strada jazz" nel centro di Pori, lungo la riva del fiume Kokemäenjoki, che ospita piccoli eventi musicali e club, nonché ristoranti e bar di cibo di strada. Gli eventi musicali all'aperto sulla "strada jazz" sono gratuiti, ma gli eventi organizzati nei club potrebbero richiedere un biglietto d'ingresso.
Numerosi musicisti di fama mondiale hanno suonato al festival nel corso degli anni tra i quali, ad esempio, Tori Amos, Kylie Minogue, Art Blakey, James Brown, Phil Collins, Chick Corea, Miles Davis, Alicia Keys, Paul Simon, Jamiroquai, Macy Gray, Mary J. Blige, Erykah Badu, Paul Anka, Kanye West, Sting e altri, così come gruppi meno conosciuti provenienti dalla Finlandia e altrove. I generi musicali trattati al Pori Jazz includono varietà di jazz, blues, soul, funk, hip hop, afro-cubano, world music e occasionalmente anche alcune forme di musica pop.

## Artisti del Pori Jazz (lista parziale)
- Alicia Keys
- B. B. King
- Benny Goodman
- Björk
- Blood, Sweat & Tears con David Clayton Thomas
- Bo Diddley
- Bob Dylan
- Bobby McFerrin
- Bomfunk MC's
- Boz Scaggs
- Buena Vista Social Club
- Cab Calloway
- Chaka Khan
- Chick Corea
- Christina Aguilera
- Chuck Berry
- David Byrne
- De La Soul
- Dizzy Gillespie
- Don Grolnick
- Don Johnson Big Band
- Duffy
- Earth, Wind & Fire
- Elton John
- Elvis Costello
- Erykah Badu
- Fats Domino
- Gary Moore
- George Clinton
- Gloria Gaynor
- Herbie Hancock
- Hurts
- Ina Forsman
- Isaac Hayes
- James Brown
- Jamiroquai
- Jethro Tull
- Joe Cocker
- Joe Satriani
- Jorma Kaukonen
- Kanye West
- Kool & The Gang
- Kylie Minogue
- Lauryn Hill
- Little Richard
- Massive Attack
- Manhattan Transfer
- Mary J. Blige
- Miles Davis
- Muddy Waters
- N.E.R.D
- Oscar Peterson
- Paleface
- Paul Anka
- Paul Simon
- Pet Shop Boys
- Phil Collins
- Ray Charles
- Ringo Starr
- The Roots
- Santana
- Seun Kuti
- Shaggy
- Shakti
- Sly & The Family Stone
- Stevie Ray Vaughan
- Stevie Wonder
- Sting
- Ted Curson
- Tito Puente
- Tom Jones
- Tori Amos
- Toto
- UB40
- Van Morrison
- Youssou N'Dour
- Ziggy Marley